# Källan (Courbet)
Källan (franska: La Source) är en oljemålning från 1862 av Gustave Courbet. Den ingår sedan 1929 i Metropolitan Museum of Arts samlingar i New York.